# Timo Pärssinen
Timo Pärssinen (ur. 19 stycznia 1977 w Lohja) – fiński hokeista. Reprezentant Finlandii.

## Kariera
- TuTo U20 (1994–1997)
- TuTo (1995–1997)
- Hermes (1997–1998)
- HPK (1998–2001)
- Anaheim Ducks (2001–2002)
- Cincinnati Mighty Ducks (2001–2002)
- HIFK (2002–2005)
- EV Zug (2005–2006)
- Timrå (2006–2012)
- Pelicans (2012-)
- TuTo (2014-2015)

Wychowanek klubu TuTo. Wieloletni zawodnik fińskich rozgrywek SM-liiga, a ponadto szwedzkich Elitserien. Od maja 2012 zawodnik Pelicans. Latem 2014 przeszedł do macierzystego TuTo. W jego barwach w lidze Mestis rozegrał swój ostatni sezon, po czym w kwietniu 2015 zakończył karierę.
Uczestniczył w turniejach mistrzostw świata w 2001, 2002, 2004, 2005, 2007.

## Sukcesy
Reprezentacyjne
- Srebrny medal mistrzostw świata: 2001, 2007

Klubowe
- Brązowy medal mistrzostw Finlandii: 1999, 2000 z HPK, 2004 z HIFK

Indywidualne
- SM-liiga 1998/1999:
  - Najlepszy debiutant sezonu (Trofeum Jarmo Wasamy)
- SM-liiga 2000/2001:
  - Najlepszy zawodnik miesiąca - listopad 2000
- SM-liiga 2003/2004:
  - Najlepszy zawodnik w sezonie zasadniczym (Trofeum Lasse Oksanena)
  - Pierwsze miejsce w klasyfikacji strzelców w sezonie zasadniczym: 32 gole (Trofeum Aarnego Honkavaary)
  - Pierwsze miejsce w klasyfikacji asystentów w sezonie zasadniczym: 30 asyst
  - Pierwsze miejsce w klasyfikacji kanadyjskiej w sezonie zasadniczym: 62 punkty (Trofeum Veliego-Pekki Ketoli)
  - Najlepszy zawodnik sezonu – Kultainen kypärä (Złoty Kask)
  - Skład gwiazd